# Marathonios
Marathonios (altgriechisch Μαραθώνιος Marathṓnios) war in der griechischen Mythologie ein König von Sikyon. Er wurde der Nachfolger des Orthopolis, da dieser keinen Sohn hatte. 
Er soll ein Zeitgenosse des Kekrops I. von Attika gewesen sein. Eusebius von Caesarea schreibt Marathonios 30 Regierungsjahre zu. Als Nachfolger nennt er Marathios.